# 融通手形
融通手形（ゆうずうてがた）とは、決済を必要とする現実の商取引がないにもかかわらず、振り出される手形である。商業手形の対義語。通称、「ユウテ」と呼ぶ。

## 概説
本来、手形が振り出される場合は、手形とは別個に、売買契約が存在して代金債務が発生している等、手形による決済を必要とする現実の商取引である原因関係が存在する。その場合、手形金支払の債務と代金支払の債務が並存することになるが、手形について手形金の支払がなされることで、代金債務についても支払を受けたことになる。
しかし、融通手形の場合は、原因関係が、現実の商取引に基づく権利関係ではなく、融通契約である（原因関係が不存在なのではない）。現金を必要とする被融通者が融通者との間で融通契約を結び、手形による決済を必要とする債務はもともと存在しないのに、手形を振り出して、それを手形割引等で現金化して消費し、手形の満期までに支払のための現金を準備して手形の支払に充てることになる。

## 融通手形の種類
融通手形には、大きく分けて以下の3種類がある。
- 典型的な融通手形

現金を必要とする被融通者Aが、信用のある融通者BにAを受取人とする手形を振り出してもらった後、金融機関等の第三者Cに手形割引をしてもらい、手形金額より少ない現金と交換で手形を裏書譲渡する。被融通者Aは、融通者（振出人）Bに対して、手形の満期までに手形金額相当の現金を渡し、第三者C（またはCからの手形転得者D）が融通者（振出人）Bに手形の満期に支払を求めてきたら、BがC（ないしD）に現金を支払い、手形の決済をする。
この場合、手形の原因関係として、ABの間に、手形満期までに被融通者Aが融通者Bに対し、支払資金を提供する旨の内容の融通契約が存在する。
- 交換手形

現金を必要とする被融通者AとBが、互いに相手の信用を利用する目的で相手方の融通者となり、BはAを受取人とする手形（b）を、AはBを受取人とする手形（a）をそれぞれ振り出し、Aが手形bを、Bが手形aを、それぞれ金融機関等の第三者C（第三者は別々の者でよい）に手形割引をしてもらい、手形金額より少ない現金と交換で手形を裏書譲渡する。そして、手形の満期までに自らが振り出した手形（Aにとっては手形a、Bにとっては手形b）の手形金額相当の現金を用意し、第三者C（またはCからの手形転得者D）が手形の満期に支払を求めてきたら、AとBそれぞれがC（ないしD）に現金を支払い、手形の決済をする。書合手形（かきあいてがた）、馴合手形（なれあいてがた）ともいう。
この場合、手形の原因関係として、ABの間に、手形満期にA・B双方が自らの振り出した手形について支払をし、一方が支払いを怠った場合には他方の支払義務がなくなる旨の内容の融通契約が存在する。
- 手形貸付

現金を必要とする被融通者Aが、手形金額より少ない現金と引き換えに、金融機関等の融通者Cに対して、融通者Cを受取人とする手形を振り出す。被融通者（振出人）Aは、手形の満期までに自らが振り出した手形の手形金額相当の現金を用意し、受取人C（またはCからの手形転得者D）が手形の満期に支払を求めてきたら、AはC（ないしD）に現金を支払い、手形の決済をする。Cが金融機関の場合、この融通手形のことを手形貸付という。
この場合、手形の原因関係として、ACの間に、手形金額相当の金銭消費貸借契約が存在する。他の2つの場合と異なり、下記の融通手形特有の融通手形の抗弁の問題は生じない。

## 融通手形の抗弁
融通手形の最初の被裏書人は、金融目的に協力するものであるため、その手形が融通手形であると知っていること（悪意であること）が多い。しかし、その者が手形の満期に支払を求めた際に、融通手形であることについて、悪意の抗弁を主張することを振出人に認めると、融通契約の目的を達成することができなくなってしまう。そこで、手形の取得者が融通手形であると知っていただけでは、手形債務者は悪意の抗弁を主張して支払を拒むことはできないと解されている。この結論を導くために、融通手形の抗弁が、手形抗弁のうちの通常の人的抗弁とは異なる特殊なものであると解するべきか否か等、法的構成について学説に争いが存在する。
- 生来的な人的抗弁とする見解（通説）

この見解は、融通手形の抗弁を、他の人的抗弁とは異なり、手形の受取人（被融通者）にのみ成立し、手形の転得者には引き継がれないという特殊な性質を有する生来的な人的抗弁と解する。抗弁が引き継がれない以上、善意か悪意かで抗弁が切断するか否かという問題は生じないとする。
- 確実との認識がある場合に悪意の抗弁を認める見解有力説

この見解は、悪意の抗弁が成立するために必要な手形法17条但書の「債務者ヲ害スルコトヲ知リテ手形ヲ取得シタル」とは、手形の取得者が権利行使をする際に債務者が人的抗弁を主張することが確実である、との認識を持って手形を取得したことが必要であることから、融通手形であると知っていただけでは、悪意の抗弁は主張できないとする。
- 融通契約違反の認識がある場合に悪意の抗弁を認める見解

被融通者が支払い資金を提供しないなどの融通契約違反があった場合に、悪意の抗弁が主張できるのであり、単に融通手形であると知っていただけでは、悪意の抗弁は主張できないとする。